# Platyparea carpathica
Platyparea carpathica is een vliegensoort uit de familie van de boorvliegen (Tephritidae). De wetenschappelijke naam van de soort is voor het eerst geldig gepubliceerd in 2001 door Klasa.